# Billy Holmes (cầu thủ bóng đá, sinh 1875)
William Marsden Holmes (1875 – 18 tháng 2 năm 1922) là một cầu thủ bóng đá từng thi đấu ở vị trí half back cho Manchester City từ 1896 tới 1904. Holmes ra mắt cho Manchester City vào tháng 10 năm 1896 trong thất bại 4–1 trước Notts County. Ông có 156 lần ra sân ở giải vô địch for Manchester City và ghi 4 bàn thắng. Bàn thắng đầu tiên của ông cho câu lạc bộ là mùa giải 1897–98 trong trận hòa 2–2 với Arsenal. Em trai của ông, Norman cũng là một cầu thủ bóng đá.